# Dulce Alejandra García Morlan
Dulce Alejandra García Morlan (Oaxaca de Juárez, Oaxaca; 5 de diciembre de 1978) es una licenciada en comercio y política mexicana. Fue candidata para la gubernatura del Estado de Oaxaca en las elecciones de 2022 por el partido Movimiento Ciudadano.